# Scoliacma lophopyga
Scoliacma lophopyga är en fjärilsart som beskrevs av Turner 1940. Scoliacma lophopyga ingår i släktet Scoliacma och familjen björnspinnare. Inga underarter finns listade.